# Naviglio Sforzesco
Il naviglio Sforzesco è un canale artificiale che scorre nelle province di Novara e di Pavia.

## Percorso
Il naviglio nasce dal Ticino a Galliate. Scorre in direzione sud bagnando i territori di Romentino, Trecate e Cerano (dove sovrappassa la roggia Cerana - Terdoppio), Cassolnovo e Vigevano.

Presso quest'ultima città alimenta una centrale idroelettrica. Dopo aver attraversato Vigevano il canale si divide in due rami, uno ritorna al fiume Ticino, l'altro si esaurisce disperdendosi in rogge irrigue nella campagna della Lomellina.